# J. Joseph Garrahy

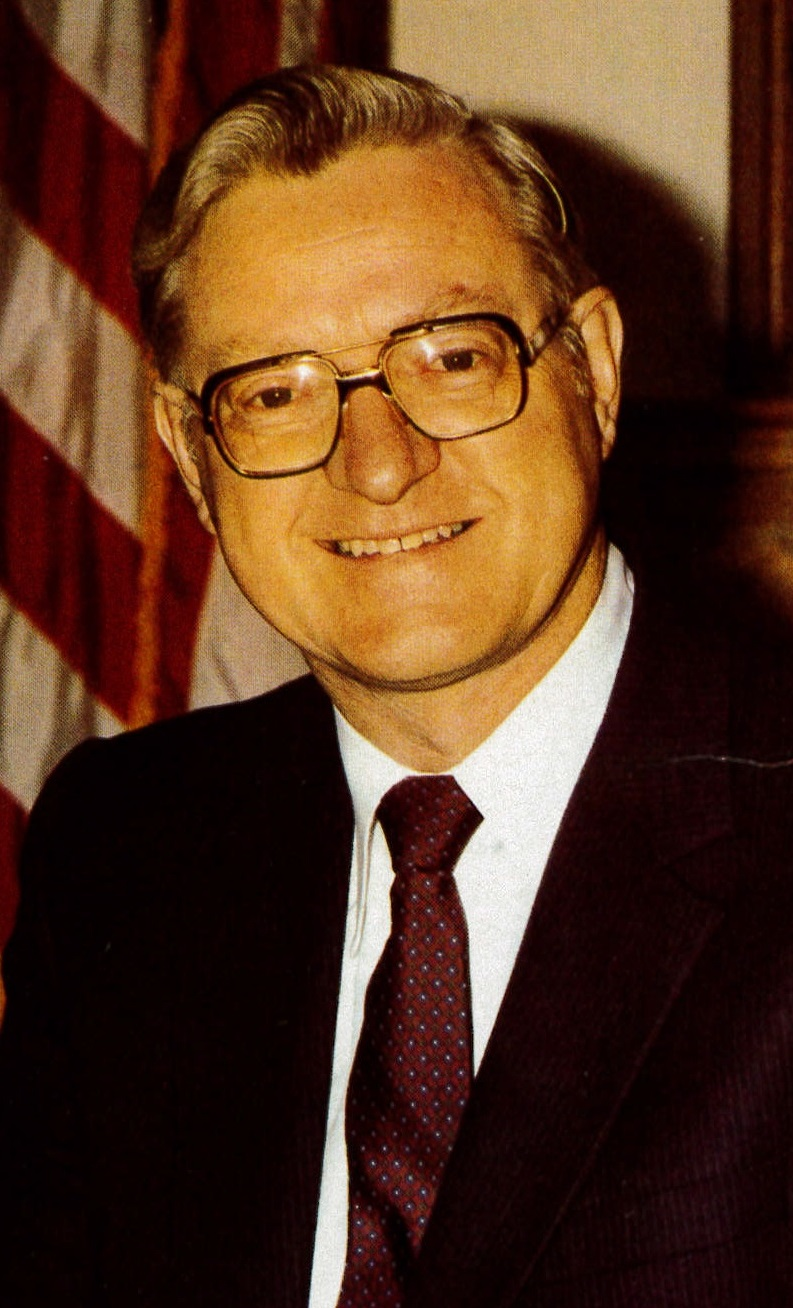
John Joseph Garrahy im Jahr 1978

John Joseph Garrahy (* 26. November 1930 in Providence, Rhode Island; † 24. Januar 2012 in West Palm Beach, Florida) war ein US-amerikanischer Politiker (Demokratische Partei). Er war von 1977 bis 1985 Gouverneur des Bundesstaates Rhode Island.

## Frühe Jahre und politischer Aufstieg
Nach der Grundschule studierte Garrahy an der University at Buffalo und dann bis 1953 an der University of Rhode Island. Während des Koreakriegs diente er von 1953 bis 1955 in der US-Luftwaffe. Zwischen 1963 und 1969 gehörte er dem Senat von Rhode Island an. Damals war er auch Vorsitzender der Demokratischen Partei in seinem Heimatstaat. Zwischen 1969 und 1977 war er Vizegouverneur und damit Stellvertreter der Gouverneure Frank Licht und Philip W. Noel.

## Gouverneur von Rhode Island
Im Jahr 1976 wurde Garrahy als Nachfolger Noels gegen James Taft zum neuen Gouverneur seines Staates gewählt. Nachdem er in den folgenden Jahren insgesamt viermal wiedergewählt worden war, konnte er zwischen dem 4. Januar 1977 und dem 1. Januar 1985 als Gouverneur amtieren. Im Jahr 1980 war er Mitglied der amerikanischen Delegation, die zu Abrüstungsgesprächen in die Sowjetunion reiste. Garrahy war Mitglied einiger Gouverneursvereinigungen. Innenpolitisch verlief seine Amtszeit ohne besondere Vorkommnisse.
Nach dem Ende seiner Gouverneurszeit wurde Garrahy unabhängiger Geschäftsberater. Außerdem wurde er Direktor bei einer Werft und einer Eisenbahngesellschaft. John Garrahy war auch Mitglied einiger Forschungskommissionen der University of Rhode Island. Mit seiner Frau Margherite DePietro hatte er fünf Kinder.